# 地质学

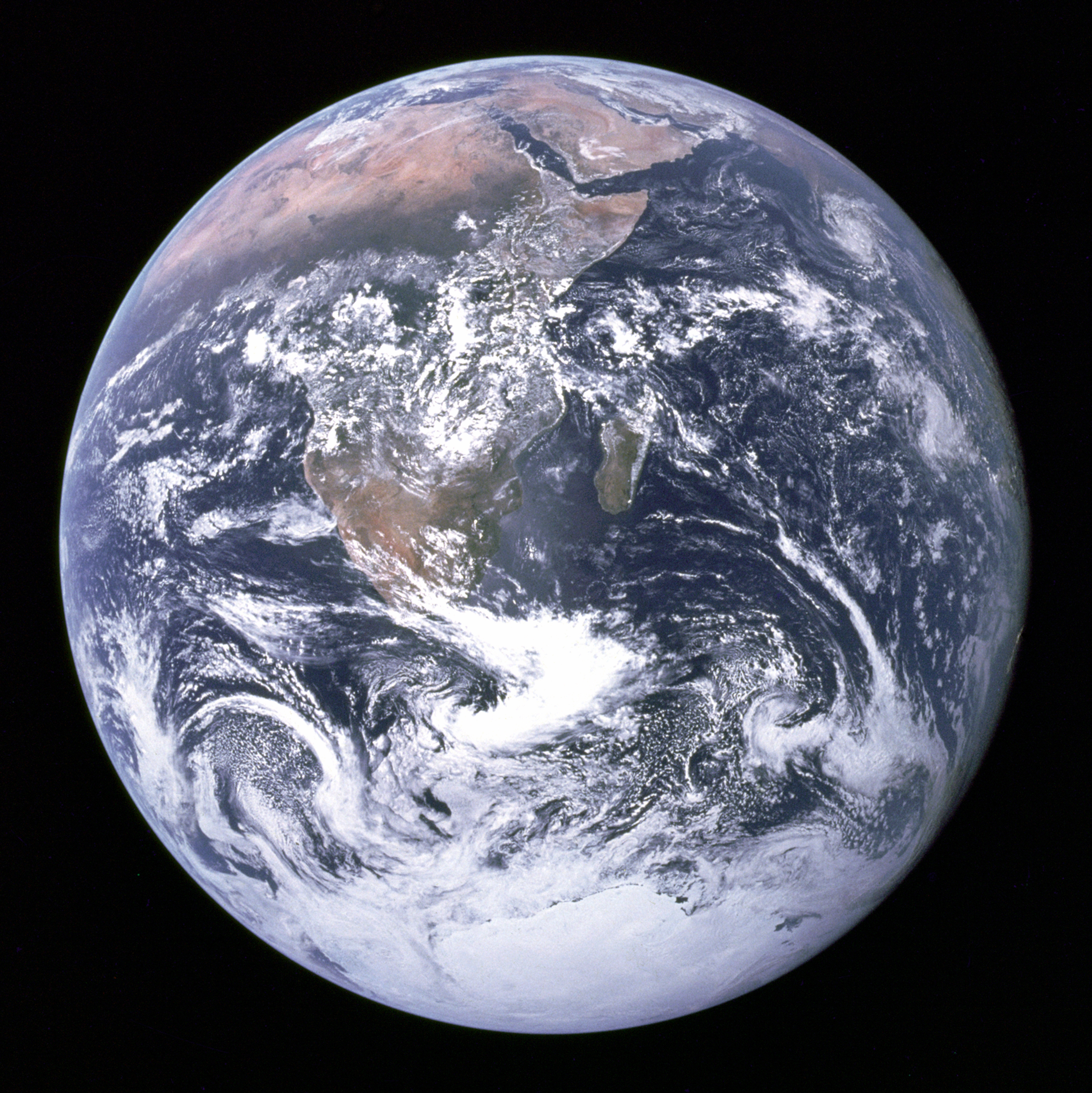
地球外观

地质学（英語：geology）是对地球的起源、历史與结构进行研究的学科。主要研究地球的物质组成、内部构造、外部特征、各圈层间的相互作用和演变历史。在现阶段，由于观察、研究条件的限制，主要以岩石圈为研究对象，并涉及水圈、大气圈、生物圈和岩石圈下更深的部分，以及涉及其他行星和衛星的太空地质学。

## 地球歷史學

在圓盤中列出地質年代，也列出地球歷史上地質宙的相對長度

在圆盘中列出地质年代，也列出地球历史上地质宙的相对长度

地质时间尺度涵盖了整個地球历史。其起點開始於最早的太陽系材料生成時，約在4.567Ga，地球的出現約在4.54 Ga，一開始稱為冥古宙，最年輕的地質年代則是全新世。

### 重要的地質事件
- 4.567 Ga（十億年前）：太阳系形成[3]
- 4.54 Ga：地球吸积[4][5]
- 約 4 Ga：後期重轟炸期的結束，出現第一個生命
- 約 3.5 Ga：開始光合作用
- 約 2.3 Ga：有含氧的大氣，第一起雪球地球事件
- 730–635 Ma（百萬年前）：第二起雪球地球事件
- 542 ± 0.3 Ma：寒武纪大爆发－具有坚硬结构的生命大量出現，古生代開始
- 375 Ma：第一批脊椎动物進入陆地
- 251 Ma：二叠纪－三叠纪灭绝事件 – 90%的陸地生物死亡，古生代結束，中生代開始
- 66 Ma：白垩纪－第三纪灭绝事件 – 非鸟恐龍灭绝，中生代結束，新生代開始
- 約 6 Ma：人族生物出現
- 3.9 Ma：智人的直接祖先南方古猿出現
- 200 ka（千年前）：第一個現代的智人在東非出現。

### 地质年代比例
如果把地球诞生到现在的大约45亿年缩小到1年，則人類（Homo sapiens）存在的時間只有極短的兩分鐘。
| 前寒武紀 | n/a |

| 冥古宙 | 太古宙 | 元古宙 | 显生宙 |

|  | 古生代 |

| 1月 | 2月 | 3月 | 4月 | 5月 | 6月 | 7月 | 8月 | 9月 | 10月 | 11月 | 12月 |

### 显生宙
把显生宙放大：
| 古生代 | 中生代 | 新生代 |

| 寒武纪 | 奥陶纪 |  | 泥盆纪 | 石炭纪 | 二叠纪 | 三叠紀 | 侏罗纪 | 白垩纪 | 古近纪 |  |  |

| 11月中旬 | 30 | 12/1 | 5 | 10 | 15 | 20 | 12/31 |

## 地質學學史

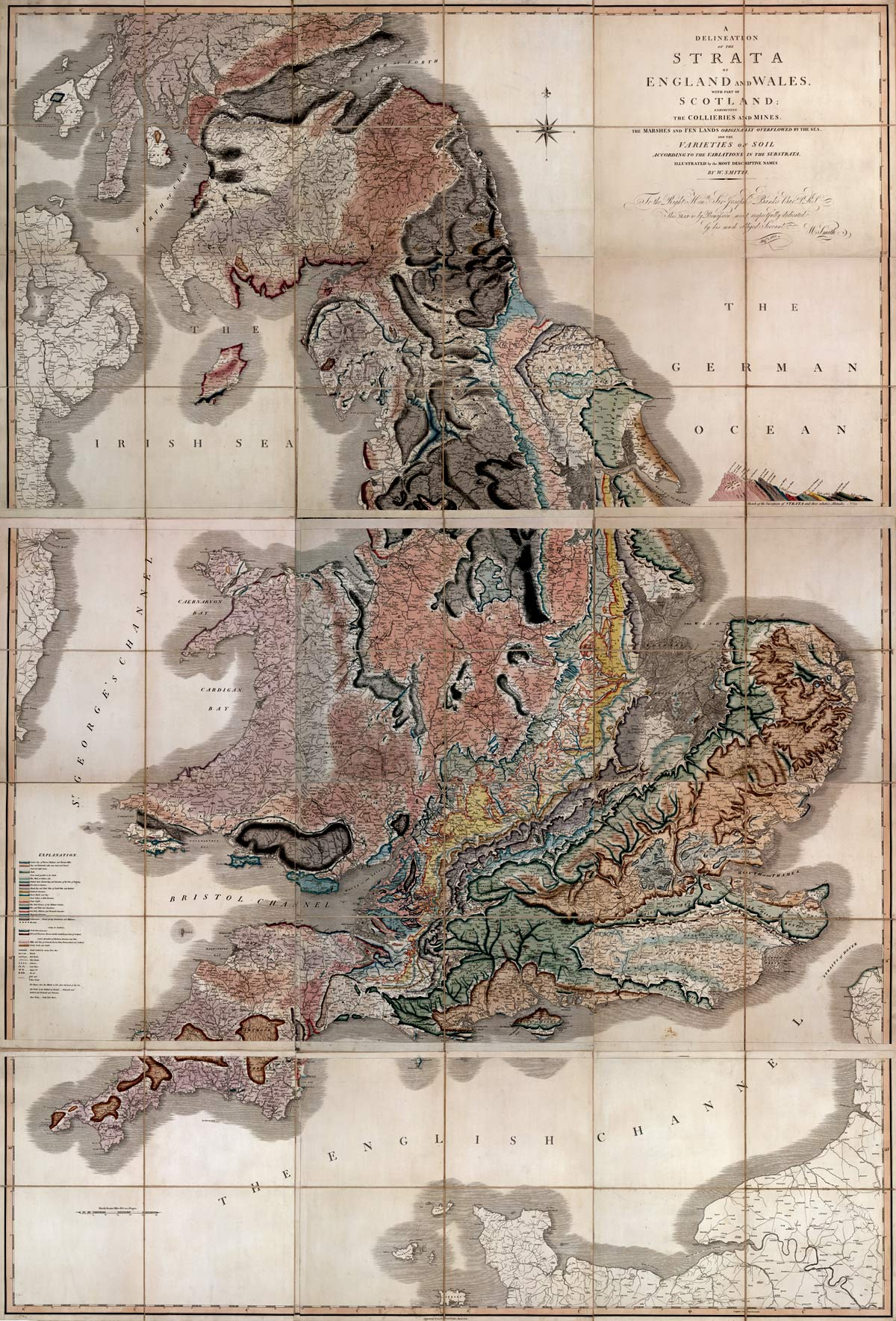
威廉·史密斯的英格兰、威尔士和南苏格兰地质图。1815年完成，是最早的国家级地质图，以及那个时代最精确的地质图。

对地球的物质成分的研究最早至少可以追溯到古希腊泰奧弗拉斯托斯的著作《论岩石》（Peri Lithon）。在古罗马时期，老普林尼详细的描述了常用的一些矿物和金属，还正确的解释了琥珀的来源。
一些现代学者（如菲尔丁·赫德森·加里森）认为，现代地质学开始于中世纪伊斯兰世界。比魯尼就是最早的穆斯林地质学家之一， 他的著作有最早的叙述印度地质的文章，提出了印度次大陆曾经是海洋的假设。伊斯兰学者伊本·西那对山脉的形成，地震的原因，以及其他一些现代地理学的论题给出了详细的解释，这些内容为日后地质学的发展提供了基础。在中国，博学家沈括（1031–1095）提出陆地形成的假说。他在一个离海洋几百公里远的山中的看到，在一个地质地层里有贝壳类生物化石。由此他推论，陆地是由山脉的侵蚀和淤泥的沉积所形成的。
很早以前，地质学的知识比较零星分散。关于这方面的知识，如从地中开采金属、黏土、煤和盐的一些知识，早已为矿工和有关的人们所知晓，而自然哲学家们则大都脱离这些实践，独立形成自己的思辨性的地质理论。
地质学在18世纪开始成为一门独立的科学，并在19世纪早期达到成熟阶段。
1790年至1830年这一段时期被称为“地质学的英雄时代”。在这个时期，在考察岩层顺序以及岩层所含矿物和化石上，人们做了大量工作。在现阶段，由于观察、研究条件的限制，主要以岩石圈为研究对象，并涉及水圈、大气圈、生物圈和岩石圈下更深的部位，以及涉及其他行星和衛星的太空地质学。
。工作方法的一大进步表现在用根据化石内容来进行岩层分类。
地质学史上有三场著名的争论。
其一为水成论与火成论之争，发生在18世纪末。争论的焦点在于岩石的形成理论，一方以德国科学家亚伯拉罕·戈特洛布·维尔纳为代表，强调形成岩石过程中的水的作用；另一方以苏格兰科学家赫屯为代表，强调火的作用。现今已经知道，岩石主要由三大类构成，除了水成为主的沉积岩和火成为主的岩浆岩，还存在一类变质岩。水成过程和火成过程在岩石的形成中都扮演了重要角色。
其二为灾变论与渐变论（也称均变论）之争，发生在19世纪早期。持灾变论观点的学者认为，地球历史上曾发生过多次大的灾难，是灾难导致了旧的物种的灭绝和新物种的再创造。持渐变论观点的学者认为，物种演化的动力来自于微弱的地质作用在地球演变过程中的长期积累，不依靠大型的灾难也能够发生。
第三场争论是固定论与活动论之争。固定论学说认为地壳的位置是永远不变的，其运动方式以垂直运动为主。传统的地槽、地台学说就是一种固定论学说。活动论学说认为地壳的运动是以水平运动为主的，垂直运动虽然存在，但是是水平运动过程中派生出来的（比如两地块水平挤压处地壳向上隆起）。活动论随着板块构造学说的发展，逐渐被学者所认同。

## 其他分支学科

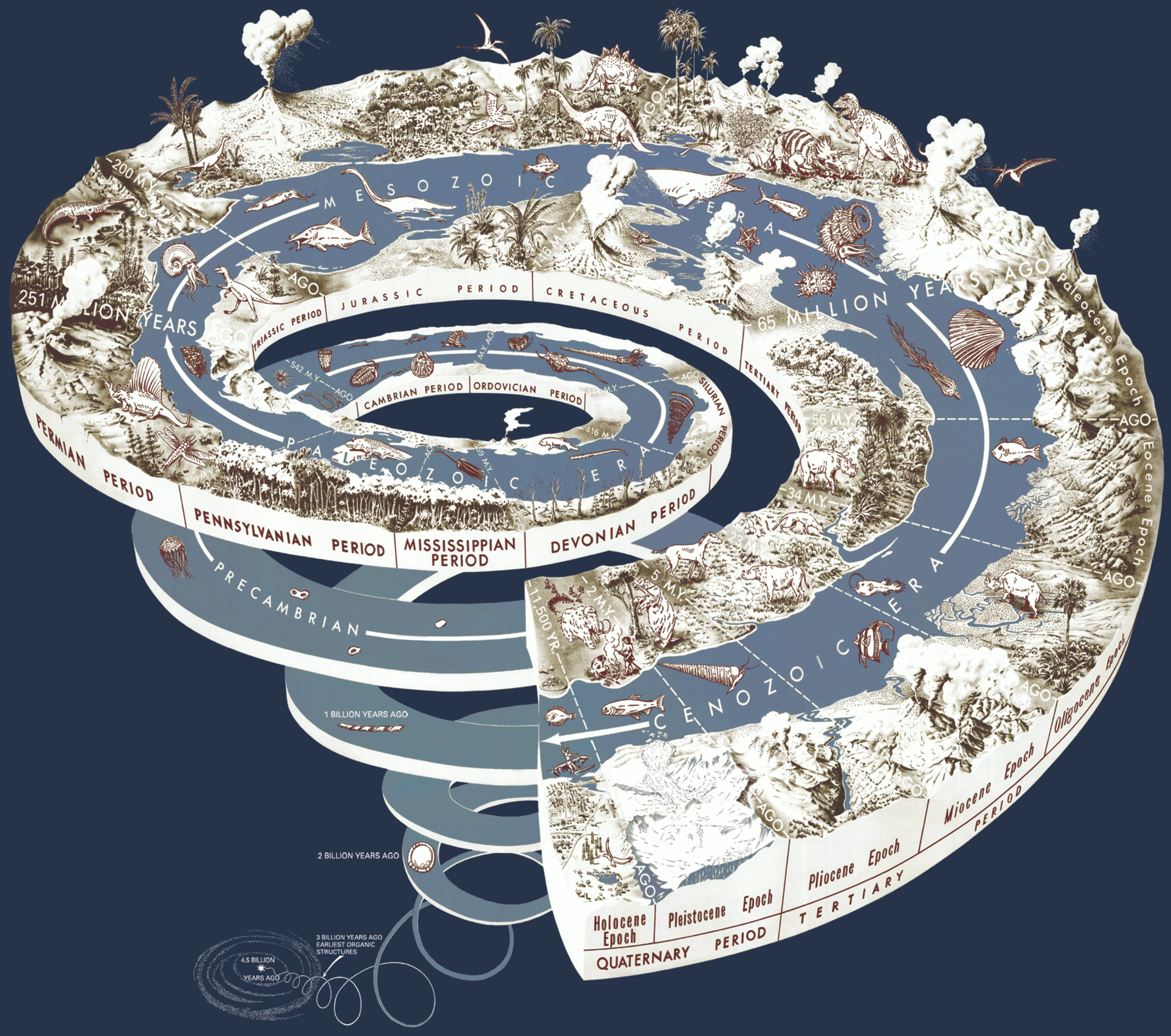
地质学时标图

- 基础学科
  - 矿物学
  - 岩石学
  - 矿床学
  - 地球化学
- 地质史（英语：Geological history of Earth）
  - 古生物学
  - 地层学
  - 历史地质学
  - 古地理学
  - 地质年代学
  - 区域地质学（英语：Regional geology）
  - 天文地质学
  - 地球深部地质学
- 应用地质学
  - 水文地质学
  - 工程地质学
  - 军事工程地质学
  - 环境地质学
  - 灾害地质学
  - 金属矿产地质学
  - 非金属矿产地质学
  - 石油地质学
  - 煤地质学
  - 找矿勘探地质学
  - 矿山地质学（英语：Mining geology）
- 其他
  - 地球物理勘探
  - 地球化学勘查
  - 矿业工程
  - 数学地质学
  - 第四纪地质学
  - 冰川地质学（古冰川学）
  - 宇宙地质学（空间地质学）
  - 构造地质学
  - 海洋地质学
  - 地震地质学
  - 火山地质学
  - 前寒武纪地质学
  - 农业地质学
  - 动力地质学
  - 实验地质学
  - 野外地质学
  - 同位素地质学（英语：Isotope geochemistry）
  - 月質學
  - 军事地质学
  - 轨道地质学
  - 地层地质学
  - 海底地质学
  - 地表地质学
  - 工程地质学

## 经典著作
- 地质学原理（可以作为地质学例证的地球与它的生物的近代变化）

### 引用
1. ↑  Bahlburg, Heinrich；Breitkreuz, Christof. . München: Spektrum Akademischer Verlag. 2012. ISBN 978-3-827-42820-2.
2. ↑  International Commission on Stratigraphy （页面存档备份，存于）. stratigraphy.org
3. 1 2  Yuri Amelin, Alexander N. Krot, Ian D. Hutcheon, Alexander A. Ulyanov. . Science. 2002-09-06, 297 (5587): 1678–1683  [2018-04-02]. ISSN 0036-8075. doi:10.1126/science.1073950. （原始内容存档于2018-09-16） （英语）.
4. 1 2  Patterson, C. . Geochimica et Cosmochimica Acta. 1956, 10: 230–237.
5. 1 2  Dalrymple, G. Brent. . Stanford, California: Stanford Univ. Press. 1994. ISBN 0-8047-2331-1.
6. ↑  陶晓风 (编者)；吴德超 (编者). . 科学出版社. 2012. ISBN 978-3-827-42820-2.
7. ↑  Simon Winchester ;. . New York, NY: Perennial. 2002. ISBN 0-06-093180-9.
8. ↑  "这些撒拉逊人不仅仅是几何、化学和地质学的起源者，还是路灯、窗玻璃、焰火、弦乐器、栽培水果、香水、香料等等的发明者。" (Fielding H. Garrison, An introduction to the history of medicine, W.B. Saunders, 1921, p. 116)
9. ↑  Asimov, M. S.; Bosworth, Clifford Edmund (编). . History of civilizations of Central Asia. 1993: 211–214. ISBN 978-92-3-102719-2.
10. ↑  Toulmin, S. and Goodfield, J. (1965), ’The Ancestry of science: The Discovery of Time’, Hutchinson & Co., London, p. 64
11. ↑  Munin M. Al-Rawi.  (pdf) (报告). Manchester, UK: Foundation for Science Technology and Civilisation. November 2002  [April 2012]. Publication 4039. （原始内容存档 (PDF)于2013-01-19）.
12. ↑  Needham, Joseph. . Taipei: Caves Books, Ltd. 1986: 603–604.
13. ↑  Pellant, Chris. . New York: DK. 2002. ISBN 978-0-789-49106-0.
14. ↑  Neubert, Jörg. . Chemnitz: Phillis Verlag. 2015. ISBN 978-3-957-56016-2.